# La soledad (película)
La soledad es una película española dirigida por Jaime Rosales y escrita conjuntamente con el dramaturgo y guionista Enric Rufas. El largometraje se estrenó en 2007.
En este drama, Rosales y Rufas diseccionan la vida paralela de dos mujeres y madres a través de sus problemas y superaciones.
Esta idea se refleja incluso en los medios técnicos, ya que Jaime Rosales empleó la polivisión (herramienta que permite dividir la pantalla en dos mitades para mostrar puntos diferentes de la misma escena). El director apostó por un reparto no muy conocido para aportar mayor realismo a su historia.

## Argumento
Adela (Sonia Almarcha) deja atrás su León natal para marcharse con su hijo a Madrid, donde se ambienta el largometraje. Al principio, se siente muy agobiada por el cambio de ambiente, pero pronto consigue un trabajo como azafata y un apartamento que compartirá con Carlos (Lluís Villanueva) e Inés (Miriam Correa), unos jóvenes con los que enseguida entabla amistad. La madre de Inés, Antonia (Petra Martínez), también es una madre coraje. La buena relación que mantiene con sus tres hijas se complica a raíz de una serie de problemas inesperados. Mientras, Adela es víctima de un atentado que cambiará su vida para siempre.

## Comentarios
Presentada en la sección "Una cierta mirada" del Festival de Cannes, "La soledad" se convirtió en una de las pocas representaciones españolas del ciclo francés. Es la segunda película de Jaime Rosales después de ser premiado por la crítica internacional en la Quincena de Realizadores de Cannes de 2003 por su ópera prima, "Las horas del día".
Se estrenó el 1 de junio de 2007 tras su paso por el Festival de Cine de Cannes y fue un estreno discreto, con apenas 30 copias, que arrojó un resultado de 41.000 espectadores y algo más de 200.000 euros de recaudación. En formato DVD vendió 1.500 copias. Tras recibir los tres Premios Goya, se reestrenó el 8 de febrero de 2008 y se realizó una nueva tirada en DVD.

## Premios
Goyas 2007
| Categoría              | Persona           | Resultado |
| ---------------------- | ----------------- | --------- |
| Mejor película         | Mejor película    | Ganadora  |
| Mejor director         | Jaime Rosales     | Ganador   |
| Mejor actor revelación | José Luis Torrijo | Ganador   |

52.ª edición de los Premios Sant Jordi
| Categoría               | Resultado |
| ----------------------- | --------- |
| Mejor película española | Ganadora  |

Medallas del Círculo de Escritores Cinematográficos de 2007
| Categoría            | Persona                   | Resultado |
| -------------------- | ------------------------- | --------- |
| Mejor película       | Mejor película            | Nominada  |
| Mejor director       | Jaime Rosales             | Ganador   |
| Mejor guion original | Jaime Rosales Enric Rufas | Nominados |
| Mejor montaje        | Nino Martínez Sosa        | Nominado  |